# Dubis Vallis
La Dubis Vallis è una struttura geologica della superficie di Marte.